# Casa Padró-Domènech
La Casa Padró-Domènech és una obra del municipi de Manresa (Bages) protegida com a bé cultural d'interès local.

## Descripció
Edifici de planta baixa, pis i golfes. Format per dos cossos: la planta baixa i el pis on hi ha l'accés i l'escala, i la planta baixa, un pis, golfes amb coberta a dues aigües. La façana presenta balcons al primer pis i remat amb capcer escalonat, amb finestra quatripartita a les golfes. Una torre-mirador de planta vuitavada s'aixeca per la part del darrere. L'interior presenta un vestíbul amb sòcol de ceràmica i mosaic de rajoles on consta la data. Portal amb vidriera. Pinacles de pedra a l'escalonat del capcer. Carener de ceràmica amb motius florals. Obra vista en la façana principal, té elements de decoració de pedra.